# اهل بارك فية

تعديل مصدري - تعديل

اهل بارك فيه هي إحدى قرى عزلة أحور بمديرية أحور التابعة لمحافظة أبين، بلغ تعداد سكانها 60 نسمة حسب تعداد اليمن لعام 2004.